# Frederick Shaw
Frederick Charles Shaw KCB (31 de julho de 1861 - 6 de janeiro de 1942) foi um general do Exército Britânico, veterano da Guerra dos Bôeres e da Primeira Guerra Mundial. Ele também serviu como comandante das forças inglesas na Irlanda até 1920, quando ele se aposentou da carreira militar.